# Příběhy našich sousedů
Příběhy našich sousedů je vzdělávací projekt neziskové organizace Post Bellum. Je určený pro žáky osmých a devátých tříd základních škol a tercií a kvart víceletých gymnázií.

## Proč projekt vznikl

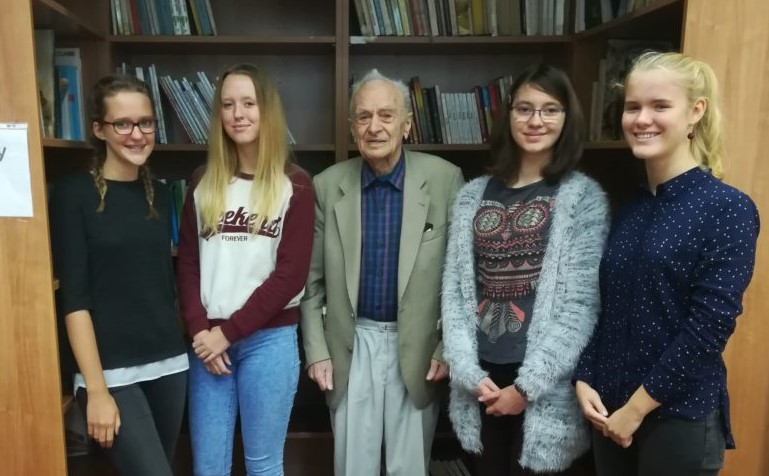
Vojmír Dalibor Srdečný s týmem ze ZŠ Lyčkovo náměstí

Cílem projektu je zpřístupnit žákům informace z oblasti moderních dějin v zajímavé autentické formě, předat zkušenosti a uchovat vzpomínky pamětníků. Mimo to žáci dostanou příležitost vyzkoušet si práci dokumentaristy. Projekt také podporuje mezigenerační spolupráci. 

## Jak to probíhá
Příběhy našich sousedů realizují v daném místě vždy radnice měst či městských částí ve spolupráci s Post Bellum. Žáci se do projektu přihlásí přes svou základní školu nebo gymnázium jako dvou až pětičlenné týmy. Následně dostanou přiděleného pamětníka z jejich okolí, který je ochoten jim převyprávět svůj životní příběh. Poté pamětníka zkontaktují, domluví si s ním setkání a udělají rozhovor. Příprava otázek, vedení rozhovoru a následné vypracování výstupu je v kompetenci žáků. Příběhy našich sousedů je projekt zhruba na jedno pololetí. 

## Výstup

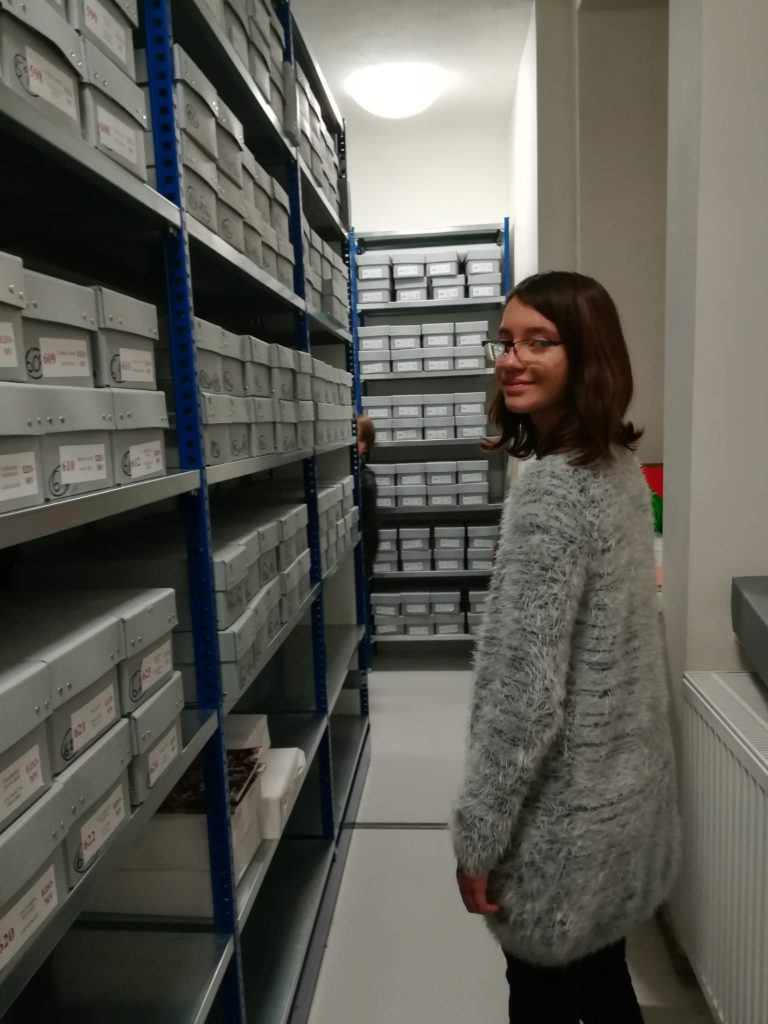
Žákyně ZŠ Lyčkovo náměstí v archivu bezpečnostních složek

Může se jednat o reportáž, která je buď televizní, rozhlasová nebo psaná. Aby se uchovaly přesné detaily z pamětníkova vyprávění, je rozhovor nahráván (buď jen zvuk, nebo i video). Žáci si tudíž vyzkouší práci s technikou. Výstup může mít podobu např. i komiksu, animace, nebo divadelního představení. Pokud se jedná o reportáž rozhlasovou, navštíví s učitelem a koordinátorem z Post Bella, který je žákům v průběhu projektu k dispozici, Český rozhlas. V rozhlase namluví reportáž, do které vloží části z pamětníkova vyprávění. Někdy dostanou také možnost navštívit archiv, kde dohledávají další informace.
Všechny příběhy jsou uloženy ve webovém archivu Paměti národa.

## Prezentace
Na závěr projektu žáci odprezentují pamětníkův příběh na slavnostní prezentaci před publikem. Obvykle se na zde setkají týmy z daného města nebo městské části. Porota vyhodnotí nejlepší týmy.

## Výstava
Po odprezentování je vytvořena výstava pro veřejnost, kde si lidé mohou přečíst jednotlivé příběhy a prohlédnout fotografie.

## Účast
V celém Česku se do ledna 2021 zapojilo zhruba 7500 žáků z celé republiky a bylo zdokumentováno bezmála 1800 příběhů.